# Студио Б
Студио Б је српска комерцијално-радиодифузна телевизијска и радио-станица са седиштем у Београду. Покренут је 1970. године, а основала га је група новинара дневног листа Борба. Била је прва станица ван система државних електронских медија.

## Радио Студио Б
Радио Студио Б је основан 1. априла 1970. године. У моменту оснивања Радио Студио Б је представљао прву станицу у СФРЈ која се налазила изван система електронских државних медија. Оснивачи Студија Б су били новинари дневног листа "Борба".
Радио Студио Б је од почетка замишљен као градски радио. Програм радија се од самог почетка састојао од много музике, прекидане са не више од три минута говора између нумера, што је представљало новину на тадашњој радијској сцени.
Радио Студио Б је већ 1971. године проширен Другим Програмом. Други Програм је покренут на средњим таласима и посвећен је модерној музици. Музички програм је прекидан једино вестима на сваки сат.
Пар година касније је покренут и Трећи Програм, који се бави класичном музиком.
Према анкети за 12-месечни период 1979-80, Први програм Студија Б је био најслушанији, као и у претходном периоду — 67% Београђана га је слушало свакодневно а 25% повремено. На другом месту је био Београд 202 (34% редовно), на трећем Други програм Студија Б (сваки трећи становник прати „петочасовно емитовање најактуелнијих вести и одабране домаће и стране музике”).

### Београде, добро јутро
Током осамдесетих година београдски песник и писац Душко Радовић је кроз свој Јутарњи Програм постао заштитни знак Радија Студио Б. Душко Радовић је у својој емисији "Београде добро јутро" кроз афоризме, хумор и сатиру нудио своје свакодневно виђење живота у Београду.
Поред Душка Радовића новинар Ђоко Вјештица (који је био други водитељ и уредник Јутарњег Програма) је такође остао упамћен по свом јавном прозивању (кроз директно укључивање у радио програм) руководилаца комуналних предузећа у Београду .

## ПГП Студио Б
Продукција Грамофонских Плоча Студио Б је покренута 1973. године. За издавачку кућу Студио Б синглове су објављивали разни београдски састави ("Дах“, „С времена на време“, „Црни Бисери“ итд.) и самостални уметници (Савчић Владимир Чоби, Бора Ђорђевић, итд.) током седамдесетих година.

## НТВ Студио Б
Студио Б је још седамдесетих година имао продукцију ТВ реклама, али су се услови за почетак емитовања ТВ програма стекли тек 1990. године. Независна Телевизија Студио Б први пут је покренута 28. марта 1990. године, емитујући уз чисту слику и стерео телевизијски тон, што је представљало техничку иновацију не само у балканском делу Европе већ и на ширем подручју, коју конкурентске куће дуги низ година нису успеле да достигну. Гледаоци који су имали савремене стерео тв-пријемнике гледајући НТВ Студио Б имали су угођај доласка звукова из различитих делова просторије, што је од посебног значаја код музичког и филмског програма. У припреми и реализацији новог ТВ-програма требало је да учествују пре свих већ искусни новинари и водитељи са радијског програма. Међутим тадашње власти врло брзо - истога дана - Независној телевизији су забраниле рад.
Други пут је емитовање програма НТВ Студио Б је започето 16. новембра 1990. године, у моменту када је Студио Б већ био приватно акционарско друштво. На сличан начин на који је Радио Студио Б представљао новину у моменту оснивања, НТВ Студио Б је као ТВ станица нудила другачију уређивачку политику од оне која се могла наћи на тадашњим државним ТВ каналима. Уз критички однос према свим актуелним темама пружала је и другој страни пуно право гласа.
Улога НТВ Студио Б у извештавању са насилних демонстрација одржаних у Београду 9. марта 1991. године замало је довела до поновне забране станице од стране тадашњег режима. Иако до забране није дошло, власти су наставиле да врше политички притисак на пословне сараднике и оглашаваче НТВ Студио Б, што је уз економску кризу у земљи ову кућу довело у незавидан финансијски положај. Новчана примања запослених су ослабила а одржавање технике је било угрожено. Због техничких проблема у виду сметњи у слици, НТВ Студио Б је након вишегодишње успешне реализације, обуставила емитовање стерео телевизијског тона током 1994. године. У наредним годинама програм је реализован у емисионом моно тонском систему.
Скупштина града Београда је преузела оснивачка права над НТВ Студио Б 1996. године. Тиме су Радио и Независна телевизија Студио Б преименовани у Радио-Телевизију Студио Б. С обзиром да је у то време Скупштина града Београда била у рукама СПС-a, именовано је ново (политички подобно) руководство. Као последица промене руководства, један део познатих новинара је тада напустио Студио Б. Са променом власти у Београду 1997. руководство је опет промењено, а део старих новинара се вратио у Студио Б.
Међутим, политички притисци су настављени и следећих година. Милошевићев режим је одлучио да се коначно обрачуна са медијском кућом 17. маја 2000. године, када је оружаним упадом полиције Студио Б заузет. Уредништво је отпуштено и замењено, а доведени су и нови прорежимски новинари.
Након успостављања демократске власти у Србији и пада Милошевићевог режима Студио Б је доживео још једну промену уредништва и новинарског особља.
Почетком двехиљадитих, од 2002. до 2007. године функцију директора обављала је дугогодишња новинарка ове телевизије, Драгана Милићевић Милутиновић.
У периоду од 2007. до 2014. њен директор је био Александар Тимофејев.
Данас је РТВ Студио Б јавно радиодифузно предузеће.
Од 19. августа 2015, РТВ Студио Б је у власништву компаније Максим Медија д.о.о., познате по томе што у свом власништву има четири радио станице, од којих је најпознатија станица Радио ТДИ.